# Смрити
Смри́ти (санскр. स्मृति, IAST: smṛti «запомненное») — категория священных писаний индуизма. Термин обычно используется по отношению к текстам, дополняющим шрути — изначальные ведийские писания. Существует много вариантов классификации писаний смрити. Как правило, к смрити принято относить:
1. Дхармашастры или законы. Состоят из 18 книг. Каждая книга соответствует определённой временной эпохе. Находятся в каноне текстов только у Смарта Сампрадаи[1][2].
2. Итихасы или истории, сказания. Состоят из 4 книг. К их числу принято относить эпосы «Махабхарату» и «Рамаяну».
3. Пураны или древние былины. Состоят из 18 книг. Дополнительные священные писания индуизма, в которых Вишну, Кришна или Шива превозносятся как Верховные формы Бога.
4. Веданга состоит из 6 категорий текстов: Шикша, Вьякарана, Чандас, Нирукта, Джьотиша и Калпа.
5. Агамы или доктрины. Делятся на три основные части: вайшнавские, шиваитские, и шакта. Другой вид их категоризации: Мантра, Тантра, и Янтра.